# 紋章の一覧
紋章の一覧（もんしょうのいちらん）は現在採用されている紋章ならびに過去に採用されていた紋章の一覧。現在採用されている国章は国章の一覧を参照。

## 日本の紋章

天皇・皇室・国章（慣習上）
内閣府・政府
パスポート表紙
内閣総理大臣紋章
法務省・皇宮警察本部・司法書士徽章
警察
日本の国籍マーク（航空機）
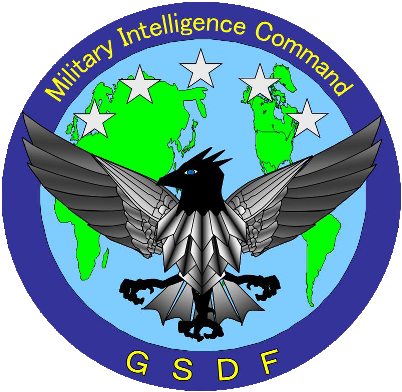
陸上自衛隊 中央情報隊
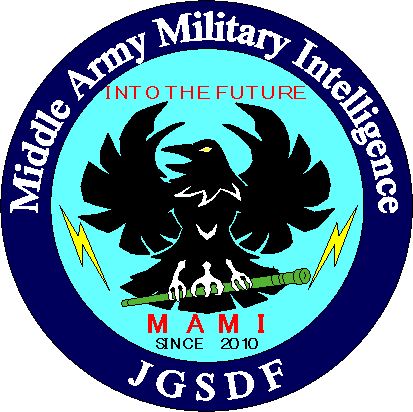
陸上自衛隊 中部方面情報隊
郵便

### 過去に使用されていた紋章

鎌倉幕府（源将軍家）
室町幕府（足利家）
江戸幕府（徳川家）
工部省の工マーク
動輪マーク
朝鮮総督府章
樺太庁章
関東庁章
南満州鉄道社章
JNRマーク

## 現在採用されている海外の紋章

### アメリカ合衆国

アメリカ合衆国大統領
元老院（上院）
代議院（下院）
ホワイトハウス
国防総省
陸軍（陸軍省）
海軍（海軍省）
空軍（空軍省）
アメリカ海兵隊
アメリカ沿岸警備隊
CIA
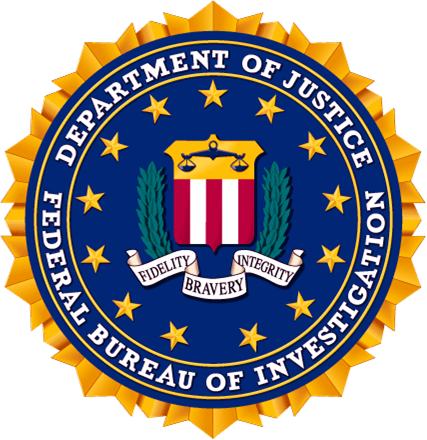
FBI
財務省
エネルギー省
アーカンソー州
アイオワ州
アイダホ州
アラスカ州
アラバマ州
アリゾナ州
イリノイ州
インディアナ州
ウィスコンシン州
ウエストバージニア州
オハイオ州
オレゴン州
カリフォルニア州
カンザス州
ケンタッキー州
コネチカット州
サウスダコタ州
ニューヨーク州
ハワイ州
ワシントン州

### カナダ

カナダ空軍

### その他

アイルランド空軍
イタリア空軍の紋章
インドのシンボル
イギリス空軍
イングランド
ドイツ軍
フィンランド軍
フィンランド陸軍
フィンランド空軍
フィンランド海軍
マルタ騎士団
メキシコ軍
メキシコ空軍
フリーメイソン
ロシア戦略ロケット軍
ウィキメディア財団

## 過去に採用されていた海外の紋章

アメリカ連合国
アメリカ連合国海軍
イタリア王国
オーストリア＝ハンガリー帝国
オスマン帝国
コンゴ民主共和国の旧国章（1999年制定）
コンゴ民主共和国の旧国章（2003年制定）
スペイン帝国
ソ連国章
大韓帝国の国章
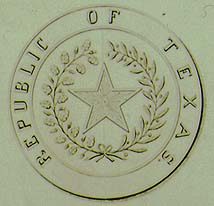
テキサス共和国
ライン同盟
ドイツ連邦
北ドイツ連邦
ドイツ帝国の国章
ナチス・ドイツの国章
ドイツ軍（第三帝国時代）
旧東ドイツの国章
旧東ドイツ軍
ナチス
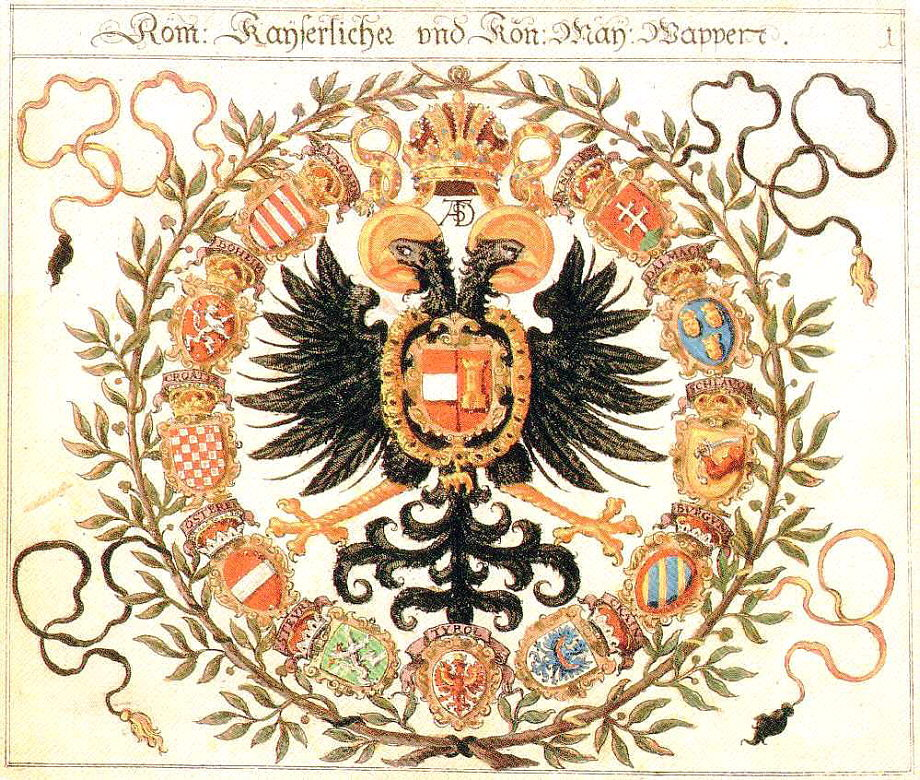
神聖ローマ皇帝
東ローマ帝国
ブラジル帝国
フランス第一帝政
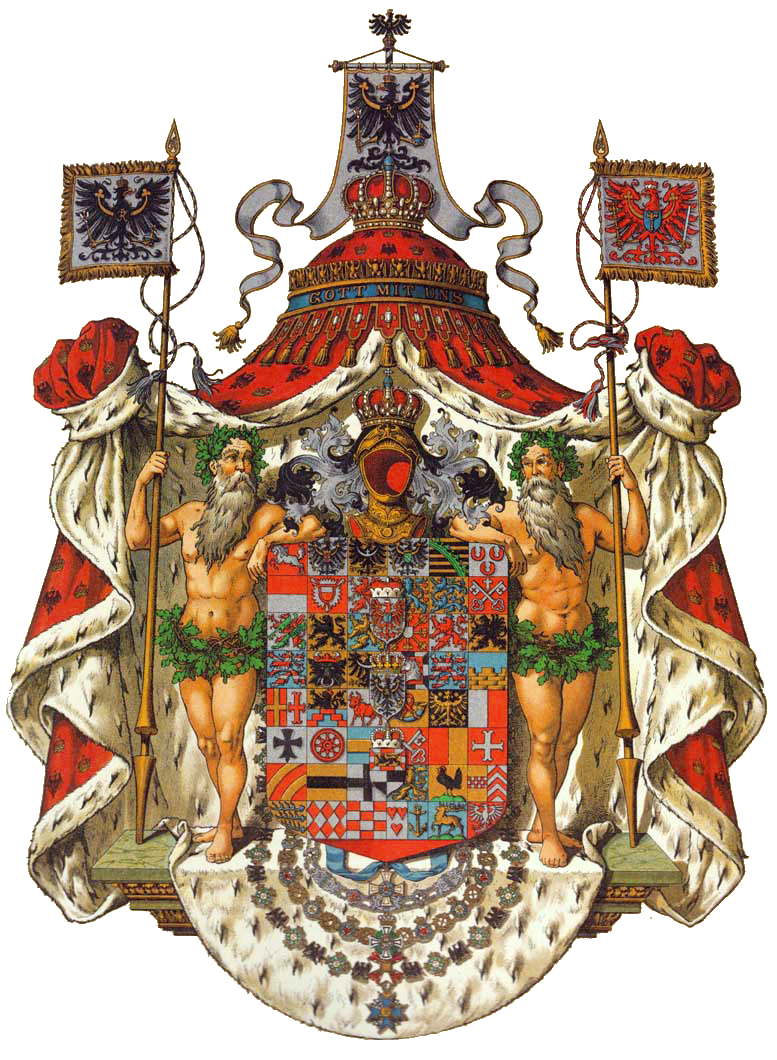
プロイセン王国の紋章
ポルトガル帝国
満州国の国章
ロシア帝国の大紋章の中央部
ヴァイマル共和国の国章

## 参考項目
- 紋章
- 国章
- 家紋
- 国旗
- 国章の一覧
- 家紋の一覧
- 国旗の一覧